# Liste der Naturdenkmale in Waldorf (Rheinland-Pfalz)
Die Liste der Naturdenkmale in Waldorf nennt die im Gemeindegebiet von Waldorf ausgewiesenen Naturdenkmale (Stand 14. Februar 2024).

## Naturdenkmale
| Nr.         | Bezeichnung                | Lage                                        | Beschreibung     | Bild                                    |
| ----------- | -------------------------- | ------------------------------------------- | ---------------- | --------------------------------------- |
| ND-7131-377 | Speierlingsbaum in Waldorf | westlich des Ortes; Distrikt Ob de Huf Lage | Sorbus domestica | Direkt Bild zu diesem Denkmal hochladen |